# Cauchemar (Michel Vaillant)
Cauchemar est le vingt-quatrième tome de la série Michel Vaillant. Il a pour thème principal l'essai d'un véhicule lunaire, qui tourne rapidement au cauchemar pour le héros de la série.

## Synopsis
Alors qu'il procède aux essais d'un nouveau véhicule lunaire sur la base militaire d'Istres, Michel Vaillant et l'engin qu'il pilote disparaissent soudainement, sans laisser de trace apparente. Michel se retrouve prisonnier d'une organisation désireuse de s'approprier le capteur d'énergie solaire dont aurait dû être équipé le prototype. Aidé par un des gardiens qui a une dette envers lui, il parviendra à s'évader puis à contribuer au démantèlement de la bande.

## Véhicules remarqués

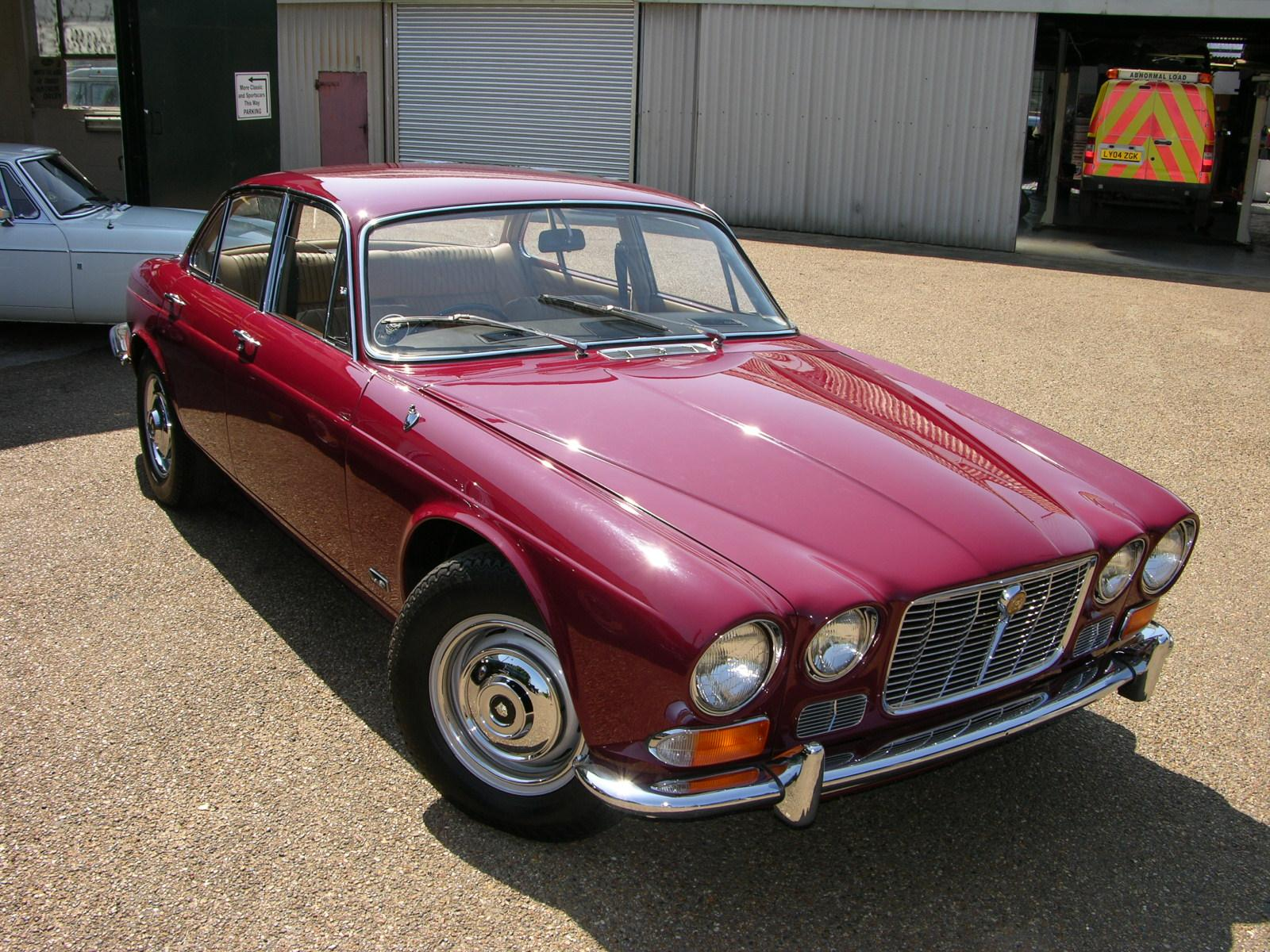
Une Jaguar XJ6 semblable à celle des bandits.

- Jeep CJ3
- Hélicoptère Sikorsky H-34
- Avion de chasse Mirage IIIC
- Jaguar XJ6
- Citroën Ami 8 break
- Renault Estafette 800
- Citroën DS21

## Publication

### Revues
Les planches de Cauchemar furent publiées dans le Journal de Tintin entre le 19 septembre et le 28 novembre 1972 (n° 38/72 à 48/72).

### Album
Le premier album fut publié aux Éditions du Lombard en 1973 (dépôt légal 08/1973).